# Sky Ferreira
Sky Tonia Ferreira (n. 8 iulie 1992) este o cantautoare, model și actriță americană. De când era o adolescentă, Ferreira a început să încarce videoclipuri cu ea cântând cântece care ea le-a compus pe Myspace, care a dus la descoperirea ei de către producătorii Bloodshy & Avant și un eventual contract de înregistrare cu Parlophone în 2009. Ea a lansat primul ei extended play, As If!, în 2011, care a combinat elemente de electropop și dance music. Al doilea extended play a lui Ferreira Ghost (2012), cu toate acestea, pop încorporat cu structuri de cântece si colaborări mai stripped-down împreună cu Jon Brion și Shirley Manson, precum și piesa aclamată de critici „Everything Is Embarrassing”, care a fost compusă cu Dev Hynes.

## Discografie
Albume
- Night Time, My Time (2013)
- Masochism (2016)[9]

## Filmografie
| An   | Titlu                | Rol       | Note        |
| ---- | -------------------- | --------- | ----------- |
| 2008 | A Cross the Universe | Ea însăși | Cameo       |
| 2010 | Putty Hill           | Jenny     |             |
| 2011 | The Wrong Ferarri    | Ea însăși | Cameo       |
| 2013 | IRL                  | Angel     | Scurtmetraj |
| 2013 | The Green Inferno    | Kaycee    |             |
| 2015 | Elvis & Nixon        | Charlotte | Filmare     |
| 2015 | The Trust            |           | Filmare     |

## Turnee
În deschidere
- Bangerz Tour (2014)